# 錢舟
錢舟（1968年—），中國小提琴家。

## 生平
1968年出生於杭州，承家學，其父也是小提琴、指揮兼作曲家，母親是芭蕾舞者。五歲時由父親啟蒙，六歲開始學習小提琴。八歲考入上海音樂學院，師從王人藝、譚抒真及周彬佑等教授。11歲時即由參與上海交響樂團演出，此後經常於有演出機會。14歲那年贏得中國全國小提琴比賽首獎，並至日本及波蘭演奏。15歲赴美，進入美國唯一採歐洲音樂院體制的Peabody音樂學院就讀，師從伯爾·塞諾夫斯基（Berl Senofsky）門下。畢業後，曾留校任教，爾後返回中國擔任教職。2003年受邀移民新加坡，為新加坡國立大學楊秀桃音樂院創設小提琴系。
1987年，錢舟參加於Paris舉行的國際小提琴大賽「瑪格麗特·隆—雅克·蒂博（Marguerite Long-Jacques Thibaud）」獎，一人獨得六項大獎：首獎、最佳莫札特作品詮釋獎、最佳獨奏獎、最佳演奏技藝獎、國際音樂家獎及由觀眾投票的最佳人氣獎。創該比賽首位得獎的中國人，同時也是最年輕的獲獎者及獲獎最多的參賽者。1988年，美國《讀者文摘》將錢舟列入五位「名揚四海的中國人」，且是五位當中最年輕者。此後開啟20年巡迴世界的演奏事業，與多個國際知名交響樂團合作，並與英國廣播電臺管絃樂團演出及灌錄唱片。

## 外部連結
- ASSOC PROF QIAN ZHOU